# Kodjo Adedze
Kodjo Sevon-Tepe Adedze, né le 31 décembre 1961 dans la préfecture du Zio, est un homme politique togolais.

## Biographie
Diplômé de l'École nationale d'administration (cycle 3, option douanes), il intègre la fonction publique en 1988. Il poursuit ses études afin et décroche un DESS en droit ainsi qu'un diplôme d'études supérieures en Douanes à l’École nationale des douanes de Neuilly-sur-Seine. Il occupe respectivement les postes d'inspecteur des douanes, de directeur des études et de la législation douanière, de directeur général des douanes et de commissaire des douanes et droits indirects. Il est sollicité pour prendre les rênes de l'Office togolais des recettes en février 2017 succédant ainsi au Rwandais Henri Gaperi qui occupait le poste de commissaire général de l'institution depuis 2014,.
De 2019 à 2020, il est ministre du Commerce, des Transport maritimes, de l'Industrie, du Développement du secteur privé et de la Promotion de la consommation locale. En 2020, son portefeuille est réduit au Commerce, à l'Industrie et à la Consommation locale. En septembre 2023, il est promu ministre d'État, ministre de l'Urbanisme, de l'Habitat et de la Réforme foncière à la suite du remaniement du gouvernement Dogbé.
Il est membre du parti politique UNIR.
Kodjo Adedze est connu pour son travail visant à promouvoir le développement économique et l'investissement au Togo, ainsi que pour ses efforts visant à améliorer l'accès à l'électricité et aux autres infrastructures dans les zones rurales. Il a également été impliqué dans des initiatives visant à promouvoir l'entrepreneuriat et à soutenir les petites et moyennes entreprises togolaises,. Il est considéré comme l'une des figures influentes et respectées du paysage politique et économique du Togo.
Il est élu le 14 juin 2024, président de l'Assemblée nationale. Il a été élu par 106 députés sur les 113 que compte l'organe légiférant, pour un mandat de trois ans renouvelable,. Il a remplacé Yawa Tségan qui a été jusque-là la première femme a occupée ce poste.

## Distinctions
- 2017 :  Commandeur de l'ordre du Mono[13]